# Tixocortol
Tixocortol là một corticosteroid được sử dụng như một chất chống viêm đường ruột  và thuốc thông mũi.